# Ház az erdő mélyén
A Ház az erdő mélyén (eredeti cím: The Cabin in the Woods) 2012-ben bemutatott amerikai horror-vígjáték, amelyet rendezői debütálásában Drew Goddard rendezett. Producere Joss Whedon, forgatókönyvírók Whedon és Goddard. A főszerepet Kristen Connolly, Chris Hemsworth, Anna Hutchison, Fran Kranz és Jesse Williams alakítja. 

## Rövid történet
Öt barát egy távoli faházba megy nyaralni, ahol többet kapnak, mint amire számítottak, és felfedezik az igazságot az erdei faház hátterében.

## Szereplők
| Színész          | Szereplő                   | Magyar hang        |
| ---------------- | -------------------------- | ------------------ |
| Kristen Connolly | Dana Polk                  | Csondor Kata       |
| Chris Hemsworth  | Curt Vaughan               | Zöld Csaba         |
| Anna Hutchison   | Jules Louden               | Pálmai Anna        |
| Fran Kranz       | Marty Mikalski             | Karácsonyi Zoltán  |
| Jesse Williams   | Holden McCrea              | Dányi Krisztián    |
| Richard Jenkins  | Gary Sitterson             | Barbinek Péter     |
| Bradley Whitford | Steve Hadley               | Holl Nándor        |
| Brian White      | Daniel Truman              | Király Adrián      |
| Amy Acker        | Wendy Lin                  | Nyírő Eszter       |
| Sigourney Weaver | A rendező                  | Menszátor Magdolna |
| Tim de Zarn      | Mordecai                   | Bartók László      |
| Jodelle Ferland  | Patience Buckner           |                    |
| Matt Drake       | Judah Buckner              |                    |
| Dan Payne        | Mathew Buckner             |                    |
| Dan Shea         | Father Buckner             |                    |
| Maya Massar      | Mother Buckner             |                    |
| Tom Lenk         | Ronald                     |                    |
| Heather Doerksen | Könyvelő                   |                    |
| Rukiya Bernard   | A laborban tartózkodó lány |                    |